# Loxosceles meruensis
Loxosceles meruensis är en spindelart som beskrevs av Albert Tullgren 1910. Loxosceles meruensis ingår i släktet Loxosceles och familjen Sicariidae.
Artens utbredningsområde är Tanzania. Inga underarter finns listade i Catalogue of Life.